# Катарцы
Ката́рцы — катарские арабы, коренное население Катара. Численность катарцев около 250 тыс. человек.

## Язык и религия
Народ говорит на аравийском диалекте арабского языка. Также среди катарцев распространён английский язык.
Религия — ислам, большинство верующих сунниты (часть — ваххабиты), в прибрежных районах есть шииты.

## Этнический состав
В состав катарцев входят многочисленные арабские племена, среди которых выделяются Бени Атбан и Бени Тамим. Этническую ситуацию в середине XX века изменила промышленная добыча катарской нефти.
Народ стал привилегированным меньшинством. Катарцами считаются лица, проживавшие в стране с 1930 года, а также их потомки. Катарцы составляют примерно 13 % всего населения страны. Вместе с арабами-иммигрантами из других стран, арабы составляют примерно 40 % всего населения.

## Хозяйственная деятельность
Традиционными занятиями катарцев считаются отгонное скотоводство (овцы, козы, верблюды), рыболовство и другие морские промыслы. Кроме того, распространено финиководство и оазисное земледелие. В современном Катаре народ занят в торговле, сельском хозяйстве, морских промыслах, в том числе добыче жемчуга. Также можно найти катарцев, занятых в промышленности и банковском деле. Всё ещё сохраняются кочевое овцеводство и верблюдоводство. Развиты такие ремёсла как ювелирное и ткацкое.

## Культура
Мужская одежда — длиннополые рубахи — дишдаши. На западе страны эти дишдаши белые, на востоке бежевые, а на побережье тёмные со стоячим воротником. Женские платья имеют обычный арабский крой. На севере платья светлые, на юге тёмные. Женщины на востоке и юге могут закрывать лица даффе (чёрное покрывало) или батуля (чёрные маски). Традиционная культура катарцев сходна с культурой соседних арабов.